# Zniesławiona
Zniesławiona (Dishonored) – amerykański film szpiegowski z 1931 roku, wyreżyserowany przez Josefa von Sternberga.

## O filmie
Był to trzeci wspólny film pary von Sternberg-Dietrich. W zamierzeniu reżysera, obraz miał nosić tytuł X-27, od pseudonimu agentki granej przez Marlenę. Studio Paramount zadecydowało jednak, by zmienić tytuł na Dishonored.
Obraz otrzymał nagrodę National Board of Review dla najlepszego filmu 1931 roku.

## Fabuła
Marlene Dietrich wciela się w rolę prostytutki Marie Kolverer, będącej członkinią austriackiego wywiadu o pseudonimie X-27. Agentka zakochuje się w rosyjskim szpiegu (Victor McLaglen) i za zdradę zostaje skazana na rozstrzelanie.

## Obsada
- Marlene Dietrich jako Marie Kolverer
- Victor McLaglen jako płk. Kranau
- Gustav von Seyffertitz jako Szef Austriackiego Wywiadu
- Warner Oland jako Colonel von Hindau
- Lew Cody jako Colonel Kovrin
- Barry Norton jako Young Lieutenant

## Oceny
| Źródło          | Ocena |
| --------------- | ----- |
| AllMovie        | [ 3 ] |
| VideoVista      | [ 4 ] |
| Rotten Tomatoes | 100%  |